# Greatest Hits (album d'Eurythmics)
Pour les articles homonymes, voir Greatest Hits.
Albums de Eurythmics
We Too Are One
(1989) Live 1983 - 1989
(1993)
Singles
1. Love Is a Stranger
Sortie : 1991
2. Sweet Dreams '91
Sortie : 1991

Greatest Hits est une compilation d'Eurythmics, sortie le 18 mars 1991.
L'album, qui a été un immense succès commercial, s'est classé 1er au UK Albums Chart et 72e au Billboard 200.

## Liste des titres
Toutes les chansons sont écrites et composées par Annie Lennox et  Dave Stewart, à l'exception de When Tomorrow Comes coécrite par Patrick Seymour.
| No  | Titre                                                           | Album original                     | Durée |
| --- | --------------------------------------------------------------- | ---------------------------------- | ----- |
| 1.  | Love Is a Stranger                                              | Sweet Dreams (Are Made of This)    | 3:40  |
| 2.  | Sweet Dreams (Are Made of This)                                 | Sweet Dreams (Are Made of This)    | 4:50  |
| 3.  | Who's That Girl?                                                | Touch                              | 3:44  |
| 4.  | Right by Your Side                                              | Touch                              | 3:49  |
| 5.  | Here Comes the Rain Again                                       | Touch                              | 4:54  |
| 6.  | There Must Be an Angel (Playing with My Heart)                  | Be Yourself Tonight                | 4:41  |
| 7.  | Sisters Are Doin' It for Themselves (featuring Aretha Franklin) | Be Yourself Tonight                | 4:53  |
| 8.  | It's Alright (Baby's Coming Back)                               | Be Yourself Tonight                | 3:43  |
| 9.  | When Tomorrow Comes                                             | Revenge                            | 4:15  |
| 10. | You Have Placed a Chill in My Heart                             | Savage                             | 3:46  |
| 11. | The Miracle of Love                                             | Revenge                            | 4:35  |
| 12. | Sexcrime (Nineteen Eighty-Four)                                 | 1984 (For the Love of Big Brother) | 3:52  |
| 13. | Thorn in My Side                                                | Revenge                            | 4:11  |
| 14. | Don't Ask Me Why                                                | We Too Are One                     | 4:13  |
| 15. | Angel                                                           | We Too Are One                     | 4:47  |
| 16. | Would I Lie to You?                                             | Be Yourself Tonight                | 4:22  |
| 17. | Missionary Man                                                  | Revenge                            | 3:45  |
| 18. | I Need a Man                                                    | Savage                             | 4:21  |

## Certifications
| Pays             | Association  | Certification | Ventes      |
| ---------------- | ------------ | ------------- | ----------- |
| Allemagne        | BVMI         | 2 × Platine   | 1 000 000 + |
| Autriche         | IFPI         | Platine       | 50 000 +    |
| Canada           | Music Canada | 3 × Platine   | 300 000 +   |
| Espagne          | Promusicae   | Platine       | 100 000+    |
| États-Unis       | RIAA         | 3 × Platine   | 3 000 000 + |
| Finlande         | IFPI         | Or            | 30 000+     |
| France           | SNEP         | Platine       | 300 000+    |
| Japon            | RIAJ         | Or            | 100 000+    |
| Nouvelle-Zélande | RMNZ         | 4 × Platine   | 100 000+    |
| Norvège          | NVPI         | Platine       | 50 000+     |
| Pays-Bas         | NVPI         | Platine       | 60 000+     |
| Royaume-Uni      | BPI          | 6 × Platine   | 1 800 000+  |
| Suède            | GLF          | Platine       | 100 000+    |
| Suisse           | IFPI         | 2 × Platine   | 100 000+    |